# فرودگاه آبی پری ساند/دیپ بی
فرودگاه آبی پری ساند/دیپ بی (به انگلیسی: Parry Sound/Deep Bay Water Aerodrome) یک فرودگاه خصوصی است که یک باند فرود آب دارد. این فرودگاه در کشور کانادا قرار دارد و در ارتفاع ۱۷۷ متری از سطح دریا واقع شده است.